# ネイボッブ
ネイボッブ（nabob）は、イギリスのインド成金。イギリス東インド会社統治下のインドで巨富を築き、本国に帰還した者の中でも、特にインド風生活に染まりきった者を指した。ベンガル地方のムスリム太守の称号であるナワーブ （nawab） に由来する。

## 概要
ネイボッブが生まれたのは主として18世紀中葉から19世紀初頭までの期間である。イギリスによるインド支配は東インド会社主導で進められたが、そもそもイギリス本国政府はもとより、東インド会社の理事会すら支配の拡大を望んではいなかった。19世紀に入ると次第にインド統治機関へと重心を移していく東インド会社であるが、18世紀末以前はあくまで商人の会社としてインドへの関わりを強めていったのである。
それはムガル帝国の皇帝からベンガル地方の統治権を与えられた後も変わらなかった。後のインド高等文官が「文明化の使命」を前面に押し出した「保護者」を標榜していたのとは対照的に、東インド会社の現地職員たちは個人の利益を最優先にしていた。この頃、東インド会社の職員は会社の業務以外にも個人的な交易が許されていたためでもあり、文官（個人商人でもあった）以外も軍人、軍医、司祭に至るまで、少なくとも1760年代までは会社の許可を受けて交易を行い、少なからぬ利益をあげていた。雇用主でもある東インド会社からの給料も支払われていたため、生き延びて勤め上げれさえすれば、それなりに蓄財は難しくなかった。（職員の私貿易は1787年に禁止される。）
これらの収入に加え、1769年以降はイギリス人が収税吏に登用されるようになり、現地社会からの直接的な収奪が可能になった。個人による徴税の代行という手段は近代的な国家制度に反するものであり、ネイボッブが白い目で見られた要因の一つには、こういった本国では有り得ない手段によって不当に財を蓄えたと看做されたことがある。またネイボッブとなった者たちは幼少時より東インド会社での業務に従事していたため、ジェントルマンのように十分な教育を受けていることは少なかった。イギリス的価値観やジェントルマン理念を身につけていなかった彼らはインドでの影響を受けやすく、比較的容易に現地の習慣に染まっていった。この点もイギリス帰国後既存社会に適応できず、排斥された理由の一つである。

## 終焉
インド支配が進み、また風土病への対処法が確立されるにつれ、インドは危険な任地ではなくなっていった。こうなると次第に本国で適当な職を得られなかった富裕層の次男・三男などが本格的に参入するようになる。彼らはイギリスで正規の教育を受け、また卑しからざる生まれでもあったため、インドで蓄財して帰ってもネイボッブと呼ばれることはなかった。ネイボッブと呼ばれた当人たちも、本人が上流階級に受け入れられることはなかったにせよ、子、孫の代になるとパブリック・スクールからオックスブリッジという正規のジェントルマン教育を経ることによって上流階級の一員として受け入れられることは可能であった。
その後、1806年に東インド会社理事会によって「よきイギリス人たる」職員養成を目的とした東インド・カレッジ、通称ヘイリーベリー校が設立される。このことによって東インド会社の文官職は正式に富裕層子弟の受け皿となり、ネイボッブのような階級上昇は完全に不可能となった。